# Elaeocarpus hypadenus
Elaeocarpus hypadenus är en tvåhjärtbladig växtart som beskrevs av Friedrich Anton Wilhelm Miquel. Elaeocarpus hypadenus ingår i släktet Elaeocarpus och familjen Elaeocarpaceae. Inga underarter finns listade i Catalogue of Life.